# 盖尔·毕晓普
R·盖尔·毕晓普（英語：R. Gale Bishop，1922年6月4日—2003年12月26日），美国NBA联盟前职业篮球运动员。